# Las Glorias de la Patria
Las Glorias de la Patria es una composición musical establecida oficialmente como himno del estado Táchira desde 1913. 

## Historia
Las Glorias de la Patria es históricamente la tercera canción considerada Himno regional del Táchira, tiene su origen en un decreto del Ejecutivo del Estado del 19 de diciembre de 1912 con el que se abre un concurso para la composición de la letra del Himno del Estado, del cual resultó ganadora la lírica escrita por el poeta sancristobalence Ramón Eugenio Vargas. Posteriormente -el 24 de abril de 1913-, el Ejecutivo regional en la persona del Presidente del Estado General Pedro Morillo, abre un nuevo concurso, esta vez para la selección de la pieza musical que ha de concordar con la letra ganadora. De dicho concurso resultó seleccionada la obra compuesta por el violinista tachirense Miguel Ángel Espinel, quién para entonces solo tenía 18 años de edad.
El Himno fue oficialmente estrenado en la Retreta de Gala del 5 de julio de 1913 por la Banda del Estado durante la celebración de los 102 años de la firma del Acta de la Independencia.

HIMNO DEL ESTADO TACHIRA
Coro
Las glorias de la Patria,
sus fueros de Nación,

unidos defendamos

con ínclito valor.
I
Somos libres. Las férreas cadenas
del esclavo rompiendose ya;
el hogar tachirense sonríe
bajo un sol todo luz: La igualdad.
II
Extinguidos los odios añejos
perseguimos un solo ideal:
Que prospere la tierra nativa
bajo un cielo de amor y de paz.
III
El trabajo es la fuerza suprema
que nos lleva cual nuevo Titán
a la meta sublime y gloriosa
de los pueblos que saben triunfar.
IV
Que en el Táchira ondule por siempre
como enseña de honor regional,
con la unión y altivez de sus hijos,
el trabajo, la paz, la igualdad.